# Odontota notata
Odontota notata är en skalbaggsart som först beskrevs av Olivier 1808.  Odontota notata ingår i släktet Odontota och familjen bladbaggar. Inga underarter finns listade i Catalogue of Life.